# Biserica „Adormirea Maicii Domnului” din Rădeni
Biserica „Adormirea Maicii Domnului” este o biserică amplasată în Rădeni, raionul Călărași, Republica Moldova. Este un monument arhitectural de importanță națională inclus în Registrul monumentelor Republicii Moldova ocrotite de stat cu nr. 215 (raionul Călărași). Datează din 1874.